# Grécia nos Jogos Olímpicos de Verão de 1964
A Grécia participou dos Jogos Olímpicos de Verão de 1964 em Tóquio, no Japão. Nesta edição o país não teve medalhistas.